# Täuschende Nachtkerze
Die Täuschende Nachtkerze (Oenothera ×fallax), auch als Trügerische Nachtkerze oder Bastard-Nachtkerze bezeichnet, ist eine neu in Europa entstandene Pflanzenart der Gattung Nachtkerzen (Oenothera) in der Familie der Nachtkerzengewächse (Onagraceae). Sie ist vermutlich eine Hybride zwischen der Rotkelchigen Nachtkerze (Oenothera glazioviana) und der Gemeinen Nachtkerze (Oenothera biennis).

## Beschreibung
Die Täuschende Nachtkerze ist eine zweijährige Pflanze mit einer Wuchshöhe von 0,8 bis 1,6 Meter.
Auf dem Stängel und Blütenstiel sind lange borstige sowie kürzere gebogene Haare ausgebildet. Die Basis der borstigen Haare ist rot, sodass Stängel und Blütenstiele rot getupft sind. Die 10 bis 15 cm langen und 2 bis 3 cm breiten Laubblätter besitzen eine elliptische bis eiförmig-lanzettliche Blattspreite. Die Mittelrippe des Blattes ist auffällig weiß oder rot gefärbt. Der Blattrand ist gezähnt, die unteren Stängelblätter sind wellig. 
Die Blütenbecherröhre ist 30 bis 40 mm lang. Die gelben Kronblätter sind (15 bis) 20 bis 30 mm lang und 18 (22) bis 34 mm breit. Es wird eine 20 bis 30 mm lange Kapselfrucht ausgebildet.
Die Chromosomenzahl beträgt 2n = 14.

## Vorkommen
Die Täuschende Nachtkerze ist ein in Mitteleuropa spontan entstandener Hybrid aus der Rotkelchigen Nachtkerze (Oenothera glazioviana) und der Gemeinen Nachtkerze (Oenothera biennis). Sie ist in ganz Mitteleuropa verbreitet. In Deutschland ist sie eine der häufigsten Nachtkerzenarten.
Sie wächst ruderal in den frühen Phasen der Vegetationsentwicklung auf offenen Böden zum Beispiel an Straßenrändern, an Bahn- und Schiffshäfen, Industrie- oder Brachflächen. Die Ruderalfluren, in denen sie meist dominant wächst, sind von biennen Pflanzen geprägt und zählen pflanzensoziologisch zu den Eseldistelfluren.

## Systematik
Die Täuschende Nachtkerze (Oenothera ×fallax) ist vermutlich eine Hybride zwischen der Rotkelchigen Nachtkerze (Oenothera glazioviana Micheli) und der Gemeinen Nachtkerze (Oenothera biennis L.). Synonyme für Oenothera ×fallax Renner sind Oenothera coloratissima Hudziok und Oenothera ×oehlkersii Kappus ex Rostanski.